# Koalicija Levice in Vesne
Koalicija Levice in Vesne je politična zavezništvo v Sloveniji, ustanovljeno leta 2025 pred prihajajočimi parlamentarnimi volitvami. Združuje dve progresivni politični stranki: Levico in Vesno – zeleno stranko.

## Zgodovina
Začetek leta 2025 je prinesel pobude za tesnejše sodelovanje med levimi in zelenimi silami v Sloveniji. Junija 2025 sta stranki uradno napovedali skupen nastop na volitvah in oblikovali koalicijo, ki si prizadeva za okrepitev progresivnih vrednot v slovenski politiki.

## Ideologija in program
Koalicija združuje demokratično-socialistična načela Levice ter okoljsko in trajnostno usmerjenost Vesne. Ključne programske točke vključujejo:
- Podnebno pravičnost in pospešen zeleni prehod
- Krepitev javnega zdravstva in šolstva
- Pravice delavcev in socialna varnost
- Participativna demokracija in preglednost
- Feministične in vključujoče politike

## Volilni nastopi

### Državni zbor
Koalicija namerava na naslednjih parlamentarnih volitvah nastopiti s skupno listo. Rezultati bodo objavljeni, ko bodo znani.